# Инает Герай
Инае́т Гера́й (Гире́й) (крым. İnayet Geray, عنایت كراى‎; 1597 — 1 июля 1637) — крымский хан из династии Гераев (1635—1637), сын крымского хана Газы II Герая и внук крымского хана Девлета I Герая. В 1608 году после низложения и убийства своего старшего брата, крымского хана Тохтамыша Герая, Инает Герай вместе с остальными братьями покинул Крым, уйдя в Турцию.

## Правление
Получив в 1635 году ханский престол, попытался осуществить собственную программу стабилизации положения в стране, которая в своей сути была продолжением программы Мехмеда III Герая. Инает назначил своих братьев Хусама Герая и Саадета Герая на должности калги и нурэддина. Инает Герай тоже отказался вести армию на персидский фронт и, подобно Мехмеду III Гераю, выбил османов из Кефе, заключил мир с Речью Посполитой и Русским государством, нанял на службу украинских казаков. В отношениях с беями поддержал группу кланов во главе с Ширинами в их борьбе с Мансурами, которые обрели явный перевес при прежнем хане. В результате часть Мансуров покорилась хану, часть была разгромлена, а прочие бежали в Турцию. Пользовался прочной поддержкой крымских беев, которые обязались всемерно помогать ему против бунтующих ногайцев и против самих османов. Направил письмо султану с требованием выдать скрывшегося в Турции инициатора многих мятежей в Крыму — Кан-Темира Мансура, в противном случае угрожая военным походом к Стамбулу.
Вскоре Мансурская партия нанесла сильный удар своим противникам. Поэтому, когда султан низложил Инаета Герая и направил в Крым нового правителя, Инает Герай, рассчитав, что теперь не сможет противостоять султанским войскам, решил примириться с султаном и отправился в Стамбул, чтобы убедить его в опасности Кан-Темира для Крыма.
Вопреки всем ожиданиям, по прибытии к султанскому двору был попросту убит по приказу султана, что являлось вопиющим унижением ханской фамилии и вызвало немало возмущения. Похоронен в одном из стамбульских тюрбе.